# ジョン・ド・ブーン (第5代ヘレフォード伯)
第5代ヘレフォード伯ジョン・ド・ブーン（John de Bohun, 5th Earl of Hereford, 1306年11月23日 - 1336年1月20日）は、第4代ヘレフォード伯ハンフリー・ド・ブーンと、エドワード1世の娘エリザベス・オブ・リズランの息子。

## 生涯
ジョンは、第4代ヘレフォード伯ハンフリー・ド・ブーンと、エドワード1世の娘エリザベス・オブ・リズランの息子としてオックスフォードのセント・クレメンツに生まれた。
父ハンフリーがバラブリッジの戦いで亡くなった後、一族の領地は没収された。ジョンがヘレフォード伯およびエセックス伯、大司馬、およびブレックノック領主の地位を継承することを許されたのは、デスペンサー家が没落した後のことであった。
ハンフリーは高い爵位と役職に就いていたにもかかわらず、公的な役割をあまり果たさなかった。おそらく何らかの能力不足のためであったとみられる。長官としての職務を遂行するために、弟たちがしばしば代理として任命された。ウェストモーランドのカークビー・ソーで亡くなり、ロンドンのストラトフォード・ラングソーン修道院に埋葬された。

## 結婚と子女
1325年に、第9代アランデル伯エドマンド・フィッツアランの娘アリス・フィッツアラン（1326年死去）と最初に結婚し、次にマーガレット・バセット（1355年死去）と結婚した。結婚後、この夫婦は4親等にあたる血縁関係にあることが発覚し、別居を余儀なくされた。教皇ヨハネス22世に訴えを起こし、1331年2月19日に教皇はリッチフィールドとロンドンの司教にこの件の調査を命じた。しかし、コヴェントリーとリッチフィールドの司教ロジャー・ノースバラは行動を起こさず、教皇が1334年にさらに調査を要求した時点でも事件は未解決のままとなった。